# كرايستتشيرتش (دائرة انتخابية في المملكة المتحدة)
كرايستتشيرتش  (بالإنجليزية: Christchurch)‏ هي إحدى الدوائر الانتخابية في المملكة المتحدة الممثلة في مجلس العموم في برلمان المملكة المتحدة.
عضو البرلمان الذي يمثلها حالياً هو :Mr Christopher Chope (Con).